# Rapatriement d'artéfacts et de biens culturels aux Premières Nations au Canada
Le rapatriement des biens culturels aux Premières Nations réfère au processus de restitutions de biens, d'artéfacts et d'objets sacrés aux peuples autochtones, notamment les peuples qui ont été touchés par la saisie ou le vol d'artéfacts au cours de circonstances historiques considérées comme injustes. Par de telles mesures, il vise la réparation des précédentes injustices, la mise en valeur de la culture et de l'identité des Premières Nations, ainsi que le retour des biens spirituels et historiques à leur communauté.

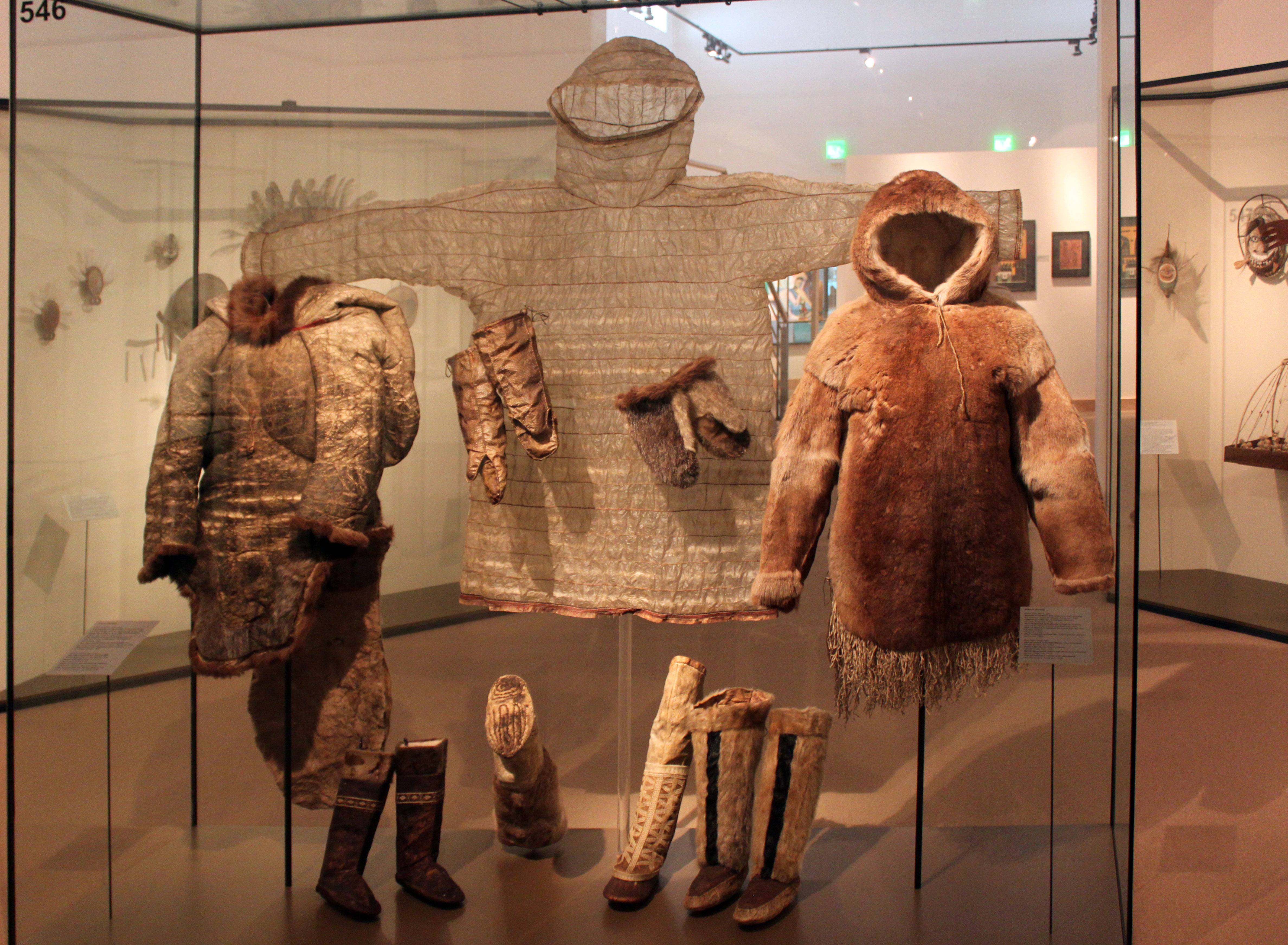
Démonstration de biens Inuit au Musée d'ethnologie de Berlin

Le rapatriement atteint spécifiquement les institutions hôtes des biens culturels ayant été acquis par différentes entités et ensuite données en vue d'une conservation. Parmi ces institutions on retrouve notamment les missionnaires, le gouvernement canadien, les collectionneurs, et les anthropologues. Elles ont contribué à la constitution de collections dans les musées canadiens, ainsi privant les populations des Premières Nations de leurs biens mobiliers. Cette tendance a longtemps été sujette d'une époque antérieure et est une conséquence du colonialisme avant la sensibilisation et la décolonisation des collections des musées.
Le rapatriement des biens culturels des Premières Nations fait partie des éléments clés de conciliation qui est inscrit dans le Rapport final de la Commission de vérité et réconciliation du Canada et la Déclaration des Nations Unies sur les droits des peuples autochtones.

## Historique
Le rapatriement des biens culturels est un concept contemporain qui fût entrepris vers la fin du XXe siècle, après l'intégration des perspectives des Premières nations au sein des disciplines académiques. Il provient d'une conscientisation sur la spoliation culturelle et sur les revendications contre l'utilisation des objets à caractère sensible pour les communautés à des fins de pratiques anthropologiques. Ainsi, les Première nations sont victimes d'un éparpillement de leurs objets historiques, voire d'une inaccessibilité à leur propre culture.
L'appropriation des biens culturels autochtones s'est alors prospéré dans un esprit de collectionnement occidental. Cette pratique est inscrite dans deux tendances historiques observables, soit les cabinets de curiosité, communs lors des XVIIIe et XIXe siècles, et l'apprentissage des cultures de l’Amérique au moment de la colonisation. Au cours du XXe siècle, l’ethnologie et l’anthropologie sociale sont devenues des sciences propres s’intéressant aux cultures moins bien documentées que les sociétés occidentales. Cette tendance s'amplifia avec les découvertes archéologiques des premiers peuplements qui se sont constitués notamment au nord du Canada.
L'archéologie est, au début du 19e siècle, entamée majoritairement par des amateurs et des explorateurs qui visaient à rassembler des artéfacts dans le but d'agrandir le collectionnement muséal et privé. Ces expéditions, bien qu'enrichissante pour l'histoire de l'occupation des Amériques, furent menées selon une méthodologie scientifique en opposition avec les valeurs et croyances des peuples affectés. De plus, l'élan de préservation de l'époque amena les chercheurs à s'approprier des objets, afin de conserver une trace des populations qu'ils jugèrent en voie de disparition[réf. à confirmer].
L'une des conséquences fut la dispersion de leurs biens culturels à travers tout le Canada, et même à l'international. Que ce soit la culture matérielle, les artéfacts, les restes humains ancestraux, ceux-ci se promenèrent à travers les institutions de recherches, et ce, sans réelle facilité d'admissibilité pour les communautés aux biens historiques de leur culture.

## Législations et politiques canadiennes
Le questionnement éthique de la conservation des biens survint lors du dialogue international débuté par l'UNESO avec la Convention de l'UNESCO sur la lutte contre le trafic illicite de biens culturels de 1970. Celle-ci offre une ouverture pour une concertation au sujet du rapatriement, notamment en offrant des principes généraux qui seront ensuite légiférés pour les communautés visées.  Au Canada, les premières législations menant au rapatriement des biens datent de 1972, avec la Loi sur le Patrimoine Canadien. Celle-ci n'affecte pas forcément le rapatriement, mais bien la protection des biens sous une législation fédérale. Par la suite, la sauvegarde des sites et des artéfacts sera abordée dans la Loi sur les parcs Nationaux du Canada de 1979.

La première loi fédérale américaine sur le rapatriement fut officialisée en 1990 sous la Native American Graves Protection and Repatriation Act (NAGPRA). Cette loi provoqua un tournant autour de la notion du rapatriement, car elle instaura une exigence quant au cadre juridique du rapatriement. Elle sera renforcée en 2000 en donnant un meilleur pouvoir aux communautés dans le processus de rapatriement. Au Canada, ce n'est qu'en 1992 que la réelle mention de rapatriement muséal apparaît au niveau juridique, grâce au rapport du Groupe de travail sur les musées et les Premières Nations – Tourner la page : forger des nouveaux partenariats entre les musées et les Premières Nations (DNUDPA). Le rapport appelle à une meilleure communication entre les musées et les communautés autochtones au Canada.

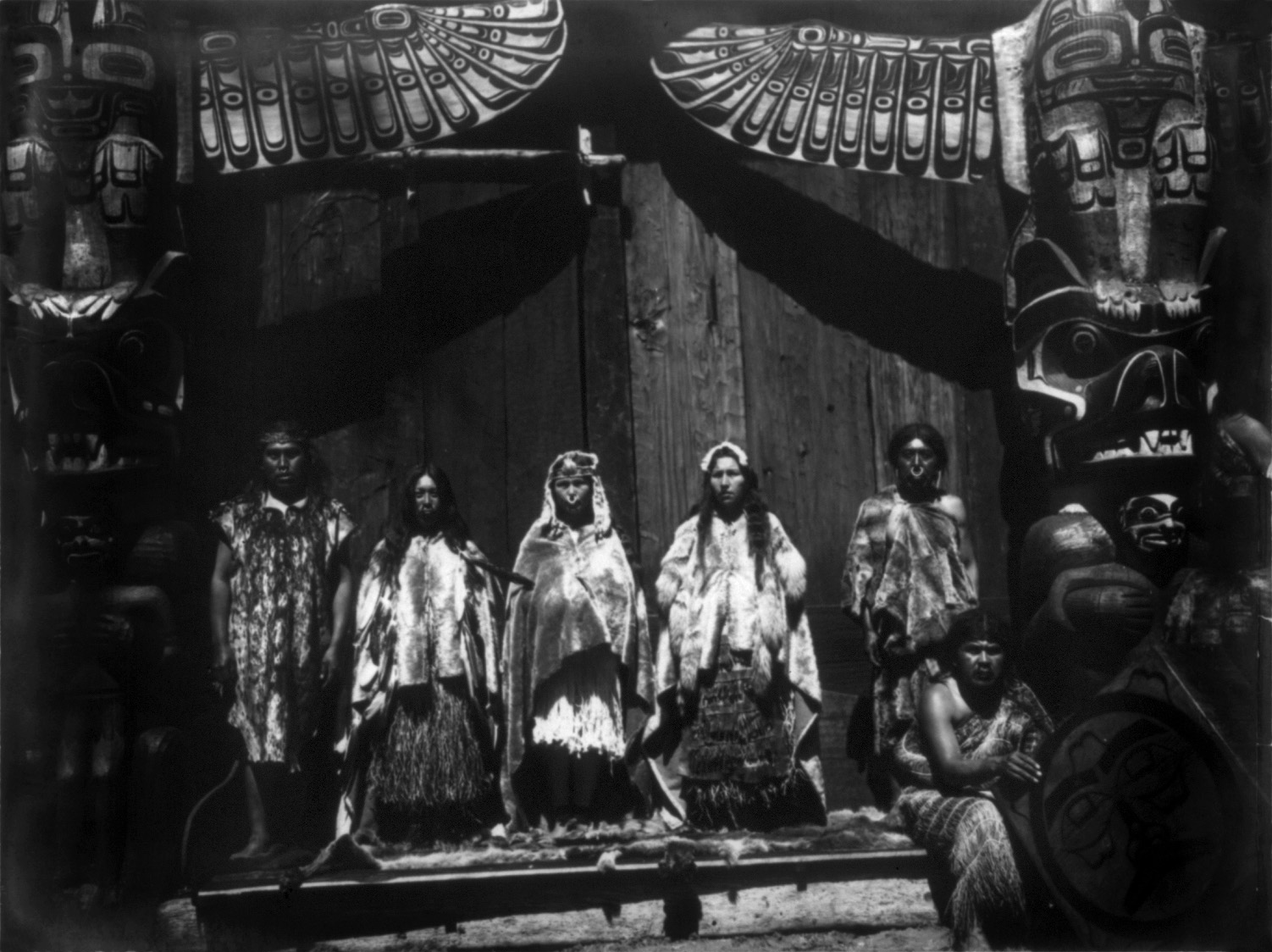
Représentation de biens cérémoniaux symboliques, mariage dans la communauté des Kwakwaka’wakw

Outre que les législations, des mouvements importants dans le milieu gouvernemental permettent, en dehors du cadre juridique, un nouvel élan d'ouverture au dialogue qui sera apporté avec la Commission de vérité et conciliation. Elle mit en lumière la nécessité de rapatrier des artéfacts culturels, des objets sacrés et des restes humains. Par ailleurs, la modification de la Loi sur les Indiens de 2019 sera également un appui pour les communautés autochtones entament des démarches de rapatriement.
Il n'existe encore, à ce jour, aucune loi officielle nationale sur le rapatriement des biens culturels, seulement que des lois provinciales, des politiques muséales, ou des ententes territoriales signées entre les Premières Nations et les gouvernements provinciaux touchés. Le projet de loi C-391, présenté lors de la 42e législature du Canada, visait à établir une stratégie nationale pour le rapatriement des restes humains et des objets. Débuté en 2019, il n'a toujours pas encore été adopté à la troisième lecture du Sénat. De plus, il est important de considérer que, malgré la présence de possibilités législatives, le rapatriement demeure toujours un défi sur tous les niveaux, traité encore à ce jour au cas par cas. Il y a aussi une divergence notable entre les philosophies et les systèmes juridiques des Canadiens et des Autochtones, ralentissant le processus de rapatriement.

## Les musées et le rapatriement
Le rapatriement est présentement au centre d'enjeux éthiques, notamment la propriété des objets et la conservation de ceux-ci. D'un côté, les biens culturels des Premières Nations ont généralement été acquis dans des collections avec des consciences qui ne concordent pas avec les lois récentes sur le rapatriement, notamment en tenant compte des conflits de pouvoir inhérents à la saisie des objets. De même, la réelle propriété des objets est disputée, ayant été achetés ou saisis par les collectionneurs ou les musées. La propriété officielle des biens peut également être floue, car plusieurs communautés peuvent être touchées pour les mêmes objets. D'autre part, les musées offrent une pérennité de conservation et une accessibilité aux objets, souvent non-possibles en cas de rapatriement. Des sujets de débats sur l’accessibilité du public, les visions culturelles des objets et la sacralité de certains amènent une fragilité à ce geste symbolique de réconciliation.

### Première démarche de rapatriement: La loi anti-potlatch
L'essor du pouvoir de rapatriement s'est observé en premier lieu lors des démarches entamées par les Kwakwaka'wakw de la Colombie-Britannique, lorsqu'ils demandèrent un retour des objets qui ont été confisqués au moment de l'adoption, en 1884, de la loi anti-potlatch par le gouvernement fédéral. Leurs démarches furent entreprises à la fin des années 1950, soit une trentaine d'années avant les procédures gouvernementales.

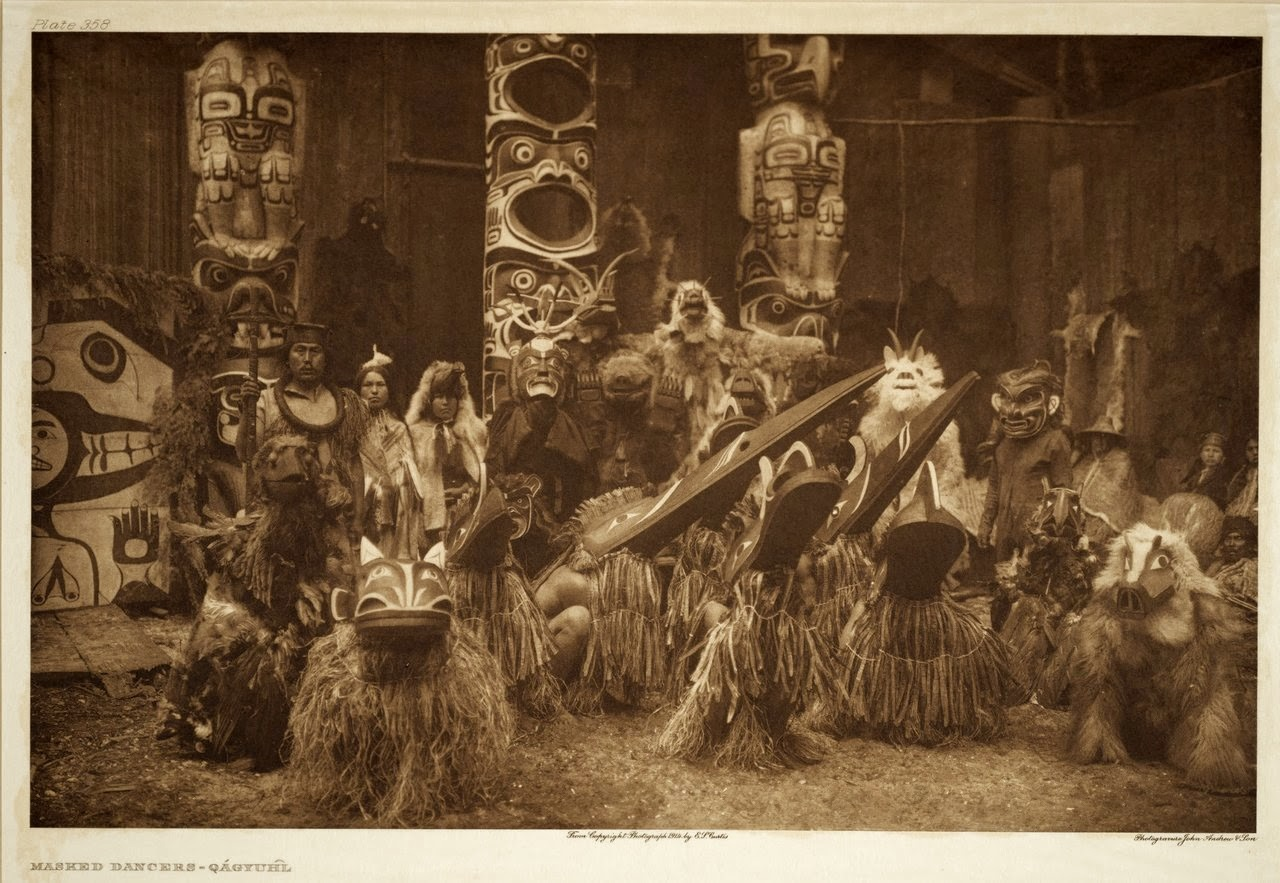
Image prise lors d'un potlatch dans la communauté de Kwakwaka’wakw

Lors de l'application de la loi, le gouvernement de plusieurs tentatives pour empêcher la pratique, que ce soit par l'expropriation des biens ou par des arrestations. Bien qu'on ne connaisse pas les réelles données quant à la quantité d'objets confisqués, on peut reconnaitre que plus de 600 biens culturels autochtones furent concernés. Ces objets furent gardés par les agents du gouvernement, d'autres furent vendus à des collectionneurs privés ou à des musées. La majorité des biens reconnus sont détenus par trois grandes institutions: le Musée canadien de l'histoire (anciennement le Musée national du Canada à Ottawa), le Musée royal de l'Ontario et le National Museum of the American Indian.
La loi anti-potlatch est l'une des démonstrations les plus évidentes de gestes injustes à considérer dans les processus de rapatriement. Elle s'est basée sur une pratique culturelle du potlatch qui a été mise à mal par les idéologies capitalistes et chrétiennes qui s'opposait à la destruction de biens, caractéristique à la pratique du rituel. Cette loi régit jusqu'à la révision de la loi sur les Indiens de 1951, peu après la signature du Canada dans la Déclaration universelle des droits de l'homme de l'ONU.

### Musée canadien de l'Histoire

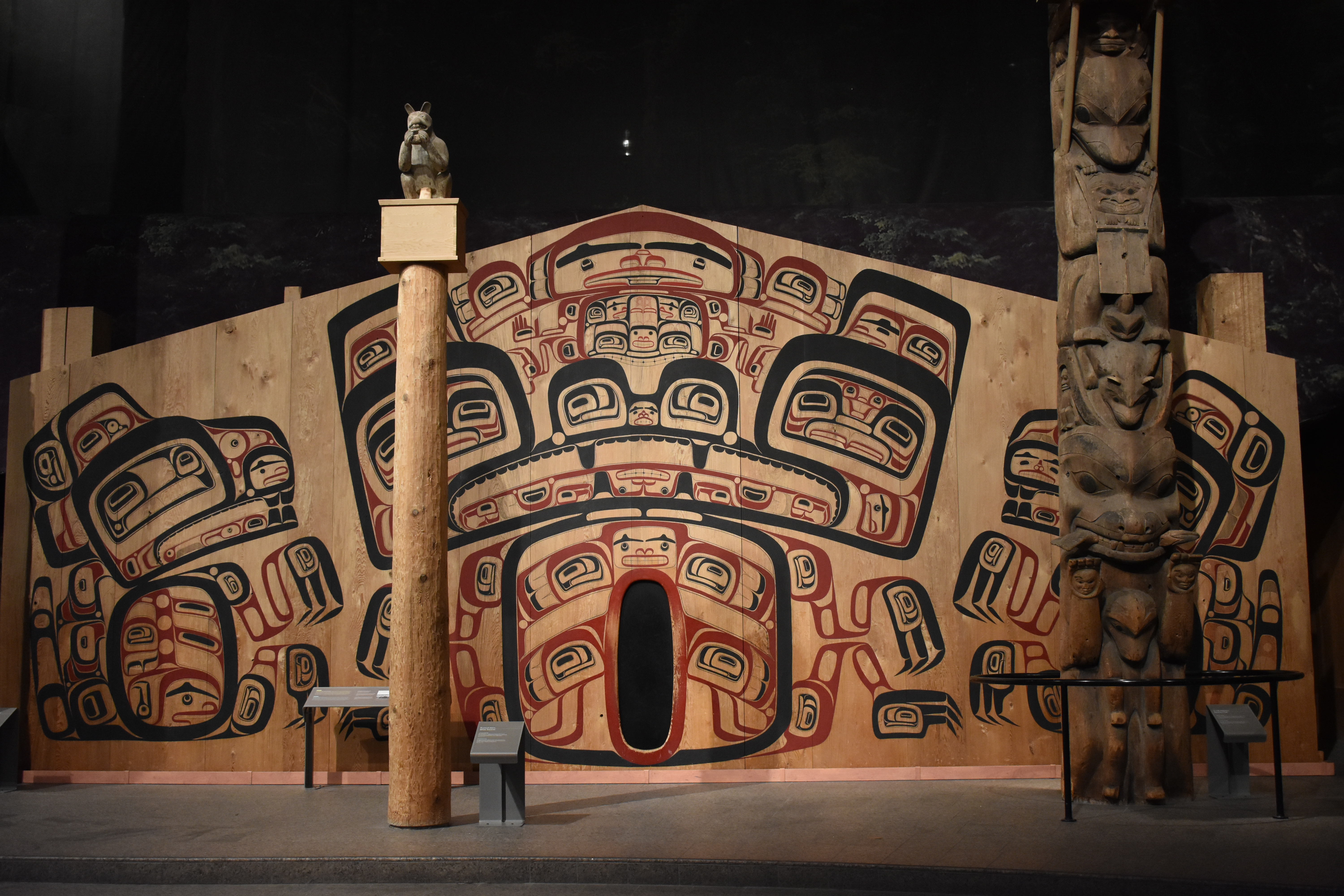
Objets exposés au Musée canadien de l'histoire en 2018

Précédemment introduit sous l'une des collections concernées par l'acquisition des objets culturels confisqués lors de l'application de la loi Anti-Potlatch, le Musée canadien de l'histoire constitue un exemple important d'illustration de l'application du rapatriement dans un contexte muséologique. En 1978, l'institution participa au rapatriement de biens confisqués lors de potlatch dans les communautés d'Alert Bay et de Cape Mudge. Suite à ce geste, plusieurs rapatriements furent entrepris afin de restituer des objets sacrés. En 2001, ils adoptèrent La politique sur le rapatriement, dans laquelle on comprend les demandes, les critères, et toute autre information qui concerne le geste de réconciliation.
Le musée détenait, au sein de leurs collections, plusieurs objets provenant des peuples inuits, certains provenant même de l'époque coloniale. Afin de réparer les liens, le musée agit désormais avec transparence, non seulement en fournissant aux communautés les ressources nécessaires, mais également en appliquant eux-mêmes la pratique de proposition de rapatriement. Le musée canadien de l'histoire, ainsi que le musée canadien de la guerre, sont les seuls musées fédéraux à entretenir une politique de rapatriement au Canada.

## Conclusion
Le rapatriement des biens culturels des Premières Nations au Canada permet une réconciliation entre le passé de la muséologie et les communautés qui ont longtemps été victimes d'une privation de leur propre histoire. Malgré le manque de lois fédérales, plusieurs acteurs ont pris soin de produire des ressources pour épauler les communautés dans leurs processus de réconciliation. Le Indigenous Rapatriation Handbook, l'Association des Musées Canadiens et même des projets universitaires agissent actuellement comme acteurs dévoués pour faciliter ces mesures. De surcroît, plus de la majorité des musées provinciaux ont des politiques de rapatriement, et ceux qui n'en possèdent pas exercent tout de même un certain travail de rapatriement.
Les efforts des peuples Yup’ik et Kwakwaka’wakw pour rapatrier leurs masques sacrés des musées et des collectionneurs privés sont le sujet du film documentaire québécois So Surreal : Behind the Masks (en) par Neil Diamond (en) et Joanne Robertson,.